# Sonne
Sonne (tłum. słońce) – piosenka niemieckiego zespołu Rammstein pochodząca z trzeciego albumu zespołu, Mutter (2001).
Utwór „Sonne” wydany został na singlu grupy, który promował album. Na limitowanej edycji tegoż singla znajduje się instrumentalna wersja utworu.

## Teledysk
Według wokalisty zespołu Tilla Lindemanna piosenka napisana została z zamiarem stworzenia wideoklipu o zwycięskim bokserze. Drugim pomysłem na teledysk było wcielenie się grupy w lotników zrzucających bombę atomową na Hiroszimę. Ostatecznie teledysk przedstawia w krzywym zwierciadle historię Królewny Śnieżki i siedmiu krasnoludków. Film po części bazuje na starym filmie (1937) ze studia Walta Disneya, ale opowiadającą o krasnoludkach wydobywających minerał, który królewna używa jako narkotyk. W pewnym momencie królewna przedawkowuje i umiera, a pogrążone w smutku krasnoludki umieszczają ją w szklanej trumnie i wynoszą na górę, gdzie pozostawiają pod drzewem. Z drzewa spada jabłko, które tłucze trumnę i budzi królewnę.

## Lista utworów
1. „Sonne” (4:23)
2. „Adios”  (3:48)
3. „Sonne” (Clawfinger K.O. Remix) (4:10)
4. „Sonne” (Clawfinger T.K.O. Remix) (5:49)
5. „Sonne” (Instrumental) (4:31)

## Interpretacje
- Niemiecka grupa muzyczna Caliban stworzyła cover piosenki wykonując go podczas koncertów; w 2011 roku opublikowała go na minialbumie Coverfield